# Флаг Чебоксар
Флаг Чебокса́р (чув. Шупашкар ялавӗ) — официальный символ муниципального образования город Чебоксары Чувашской Республики Российской Федерации, утверждённый 14 июня 2001 года.

## Описание
«Флаг города Чебоксары представляет собой прямоугольное полотнище. Соотношение ширины к длине 5:8. Цвет полотнища — белый с односторонним изображением в центре флага основного элемента — герба города Чебоксары».

## Обоснование символики
Символ «Пять серебряных уток» — эмблема, дарованная императорским указом в 1783 году, означающая:

В верхней части щита герб Казанский. В нижней — пять летящих, в золотом поле уток в знак того, что в окрестностях сего города оных очень изобильно.
Согласно правилам геральдики символ «Пять летящих конвертом уток» не подлежат замене и изменению. Этот неповторимый символ в мировой геральдике, означает стремление к свободе, инициативе и проявления достижения поставленных целей.
Голубое, лазоревое поле в геральдике означает — символ красоты, ясности, мягкости и величия.
Дуб, любимое дерево чуваш, субординарная (негеральдическая) фигура, означающая силу, вечность, крепость. Эмблема «Три серебряных дуба» — символ. Эти три силуэта во главе щита герба Чебоксар означают существование города Чебоксары во времени: в прошлом, настоящем и будущем.
Три четырёхлучевые восьмиугольные звезды, венчающие герб города — графическое выражение девиза Государственного герба Чувашской Республики: «Были, есть и будем».
Орнаментальный намёт «хмель» с девизным картушем «Шупашкар» — «Чебоксары» — элементы, позаимствованные из госсимволики Чувашской Республики, указывают на правовой статус города Чебоксары, как столицы Чувашской Республики.